# Oleg Pashinin
Oleg Pashinin (sinh ngày 12 tháng 9 năm 1974) là một cầu thủ bóng đá người Uzbekistan.

## Đội tuyển bóng đá quốc gia Uzbekistan
Oleg Pashinin thi đấu cho đội tuyển bóng đá quốc gia Uzbekistan từ năm 2001 đến 2005.

## Thống kê sự nghiệp
| Đội tuyển bóng đá Uzbekistan | Đội tuyển bóng đá Uzbekistan | Đội tuyển bóng đá Uzbekistan |
| Năm                          | Trận                         | Bàn                          |
| ---------------------------- | ---------------------------- | ---------------------------- |
| 2001                         | 5                            | 0                            |
| 2002                         | 0                            | 0                            |
| 2003                         | 2                            | 0                            |
| 2004                         | 2                            | 0                            |
| 2005                         | 3                            | 0                            |
| Tổng cộng                    | 12                           | 0                            |